# (8634) Neubauer
(8634) Neubauer (1981 GG) – planetoida z pasa głównego asteroid, okrążająca Słońce w ciągu 4,31 lat, w średniej odległości 2,65 au. Odkryta 5 kwietnia 1981 roku.